# Glitazon
Glitazoner (thiazolidindioner) er en gruppe perorale antidiabetika som anvendes i behandlingen af type 2 diabetes mellitus. De blev introduceret i starten af 1990'erne og virker ved at øge følsomheden overfor hormonet insulin.
Der er tre stoffer i gruppen: Troglitazon, rosiglitazon og pioglitazon. Troglitazon (handelsnavn Rezulin®) blev før anvendt som lægemiddel, men blev taget af markedet i slutningen af 1990erne pga. levertoksicitet. Rosiglitazon (handelsnavn Avandia®) blev hyppigt anvendt i 2000erne, men blev ligeledes taget af markedet pga. en øget risiko for kardiovaskulære bivirkninger (herunder akut myokardieinfarkt og hjertesvigt). Pioglitazon (handelsnavn Actos®) er således det eneste stof i gruppen der stadig er i klinisk brug i Danmark.